# آقاخان اول
محمدحسن حسینی ملقب به حسنعلی شاه محلاتی و عنوان معروفتر آقاخان یکم (۱۸۰۴–۱۸۸۱ م) سیاست‌مدار و از امامان اسماعیلیه‌ی نزاری بود. او مدتی حاکم کرمان بود و نزد فتحعلی‌شاه نفوذ داشت و لقب «آقاخان» را از او دریافت کرد. در ۱۸۳۸ میلادی در برابر حکم عزل یاغی شد اما ناکام ماند. سپس به افغانستان فرار کرد و به انگلیس‌ها در جنگ با افغان‌ها برای تصرف هرات کمک کرد که موفقیت‌آمیز نبود. بعد از آن به سند رفت و به انگلیس‌ها کمک کرد آن‌جا را تسخیر کنند و انگلیس‌ها حقوقی برای او قرار دادند. سپس زندگی تازه‌ای را در هندوستان آغاز کرد و تا پایان عمر با سفر به شهرهای هند به امور اسماعیلیان و پیروان خود پرداخت. بخاطر تلاش‌های وی در خدمت به گسترش امپراتوری بریتانیا، راج بریتانیا او را به عنوان «شاهزاده» شناخت. انگلیسی‌ها به سران قبایل محلی دیگری که به آنها خدمت می‌کردند چنین عنوانی را داده بودند ولی آقاخان استثنا بود چون نه تنها یک رئیس محلی خدمتگزار بود بلکه ادعای وی در مورد رهبری یک فرقه از اسلام مهم بود چون کنترل و حمایت از رئیس یک فرقه شیعی می‌توانست به سود انگلیس باشد . بعنوان مثال می‌توانست از این اهرم برای مهار عثمانی که توسط اهل سنت خلیفه مسلمین شناخته می‌شد، استفاده کند. به همین منظور به او لقب شاهزاده دادند. و به او کمک کردند که مطابق با تصمیم دیوان عالی بمبئی در سال ۱۸۶۶ عنوان امام اسماعیلیه را مختص خود کند. و در سال ۱۸۸۷، وزیر امور خارجه هند، به نمایندگی از حکومت هند انگلستان، به‌طور رسمی عنوان آقاخان را برای او به رسمیت شناخت. وی داماد فتح‌علی‌شاه قاجار و باجناق میرزا حسین‌خان سپهسالار صدراعظم ناصرالدین شاه بود.

## اوایل زندگی و خانواده
حسنعلی در کهک دلیجان از شاه خلیل‌الله سوم، چهل و پنجمین امام اسماعیلیان و بی بی سرکاره، دختر محمدصادق محلاتی (متوفی ۱۸۱۵)، شاعر و صوفی نعمت‌اللهی به دنیا آمد. شاه خلیل‌الله در سال ۱۸۱۵ احتمالاً به دلیل نگرانی پیروان هندی خود که برای دیدن امام خود به ایران می‌رفتند و یزد برای آنها مقصد بسیار نزدیکتر و امن تر از کهک بود به یزد رفت. در همین حال، همسر و فرزندانش (از جمله حسنعلی) در کهک ماندند و با درآمد حاصل از دارایی‌های خانوادگی او در محلات زندگی می‌کردند. دو سال بعد، در سال ۱۸۱۷ میلادی، شاه خلیل‌الله در جریان درگیری بین تعدادی از پیروانش و مغازه داران محلی در یزد کشته شد. پس از او پسر ارشدش حسنعلی شاه معروف به محمد حسن امام چهل و ششم شد.
زمانی که خلیل‌الله در یزد اقامت داشت، املاک او در کهک توسط دامادش ایمانی خان فراهانی شوهر شاه بی بی خانم اداره می‌شد. پس از مرگ خلیل‌الله درگیری بین ایمانی خان فراهانی و نزاریان محلی (پیروان امام خلیل‌الله) درگرفت که در نتیجه بیوه خلیل‌الله و فرزندان خلیل‌الله خود را بی سرپرست دیدند. در دوران حکومت زندیه، پدربزرگ حسن‌علی، ابوالحسن خان، امام اسماعیلیه نزاری، حاکم کرمان بود اما با سرکار آمدن آغامحمد خان قاجار از این سمت عزل شد و به روستای کَهَک در قم رفت. امام جوان و مادرش به قم نقل مکان کردند، اما وضع مالی آنها بدتر شد. مادر تصمیم گرفت برای احقاق حق شوهرش به دربار قاجار در تهران برود و در نهایت موفق شد. کسانی که در قتل شاه خلیل‌الله دست داشتند مجازات شدند. و فتحعلی شاه دختر خود، شاهزاده سرو جهان خانم را به عقد حسنعلی شاه جوان درآورد و جهیزیه شهریاری را در زمین‌های منطقه محلات معین کرد. شاه حسنعلی را به والیگری قم منصوب کرد و لقب «آقاخان» را به وی اعطا کرد. بدین ترتیب لقب «آقاخان» وارد خانواده شد. حسنعلی شاه به آقاخان محلاتی معروف شد و لقب آقاخان به جانشینان او به ارث رسید. مادر آقاخان بعداً به هند نقل مکان کرد و در سال ۱۸۵۱ درگذشت. حسنعلی شاه تا زمان مرگ فتحعلی شاه در سال ۱۸۳۴ از زندگی آرامی برخوردار بود و در دربار قاجار از احترام بالایی برخوردار بود.«آقاخان». دائرةالمعارف بزرگ اسلامی. بایگانی‌شده از اصلی در ۲۱ نوامبر ۲۰۰۷. دریافت‌شده در ۲۵ دسامبر ۲۰۱۰.</ref>

## فرمانداری کرمان
اندکی پس از به سلطنت رسیدن محمد شاه قاجار در ۱۲۱۴، حسنعلی به فرمانداری کرمان منصوب شد. در آن زمان کرمان در اختیار پسران شورشی شجاع‌السلطنه مدعی تاج و تخت قاجار بود. این منطقه بارها مورد حمله افغان‌ها قرار می‌گرفت. حسنعلی موفق شد در کرمان و بم و نرماشیر نظم برقرار کند. وی گزارش موفقیت خود را به تهران فرستاد، اما تقدیر مادی دریافت نکرد.

## برکناری از فرمانداری کرمان و تنش با دولت وقت
حسنعلی علیرغم خدماتی که به دولت قاجار کرد، در سال ۱۸۳۷، کمتر از دو سال پس از ورودش به کرمان، از استانداری برکنار شد و فیروز میرزا نصرت الدوله یکم، برادر کوچکتر محمدشاه قاجار، جایگزین وی شد. . حسنعلی با امتناع از برکناری خود، با نیروهای خود به ارگ بم عقب‌نشینی کرد و به همراه دو برادرش مقدمات مقاومت در برابر نیروهای دولتی را فراهم کرد. او حدود چهارده ماه در بم محاصره بود. وقتی معلوم شد که ادامه مقاومت فایده ندارد، حسنعلی شاه یکی از برادران خود را به شیراز فرستاد تا با استاندار فارس صحبت کند تا از طرف او مداخله کند و زمینه عبور امن از کرمان را فراهم کند. با شفاعت والی، حسنعلی تسلیم شد و از ارگ بم بیرون آمد تا عبور کند. اما به او حمله کردند و اموالش توسط نیروهای دولتی غارت شد. حسنعلی و وابستگانش به کرمان فرستاده شدند و هشت ماه در آنجا اسیر ماندند.

## ملاقات با شاه و شورش مجدد
سرانجام در اواخر سال ۳۹–۱۸۳۸ به او اجازه داده شد که به تهران برود و در آنجا توانست پرونده خود را در برابر شاه مطرح کند. شاه او را به شرط بازگشت آرام به محلات عفو کرد. حسنعلی شاه حدود دو سال در محلات ماند و توانست لشکری جمع کند که باعث نگرانی محمدشاه شد و او به دلیجان نزدیک محلات رفت تا صحت گزارش‌های مربوط به حسنعلی را مشخص کند. حسنعلی در آن زمان در شکار بود، اما قاصدی را فرستاد تا از پادشاه اجازه بگیرد تا برای سفر حج به مکه برود. اجازه داده شد و مادر حسنعلی و خویشاوندانش به نجف و دیگر شهرهای مقدس عراق که مزار اجدادش، امامان شیعه در آنهاست، فرستاده شدند.
حسنعلی قبل از خروج از محلات، خود را با نامه‌هایی برای انتصاب او به استانداری کرمان تجهیز کرد. او با همراهی برادران، برادرزاده‌ها و سایر اقوام خود و نیز مریدان بسیاری عازم یزد شد و در آنجا قصد ملاقات با برخی از مریدان محلی خود را داشت. حسنعلی اسناد اعاده او را به سمت والی کرمان برای بهمن میرزا بهاءالدوله والی یزد فرستاد. بهمن میرزا به حسنعلی پیشنهاد اقامت در شهر را داد، اما حسنعلی نپذیرفت و خواست از پیروان خود در اطراف یزد دیدن کند. حاجی میرزا آقاسی قاصدی را نزد بهمن میرزا فرستاد تا از جعلی بودن اسناد حسنعلی خبر دهد و نبردی بین بهمن میرزا و حسنعلی درگرفت که در آن بهمن میرزا شکست خورد. در نبردهای جزئی دیگر حسنعلی پیش از رسیدن به شهربابک به پیروزی رسید و قصد داشت از آن به عنوان پایگاه خود برای تصرف کرمان استفاده کند. در زمان ورود به شهربابک، یک فرماندار محلی برای بیرون راندن افغان‌ها از ارگ شهر مشغول کارزار بود و حسنعلی شاه نیز به او پیوست و افغان‌ها را وادار به تسلیم کرد. اندکی پس از مارس ۱۸۴۱، حسنعلی عازم کرمان شد. او موفق شد یک نیروی دولتی متشکل از ۴٬۰۰۰ نفر را در نزدیکی دشتاب شکست دهد و پیش از توقف برای مدتی در بم، به پیروزی‌های متعددی ادامه داد. به زودی یک نیروی دولتی ۲۴٬۰۰۰ نفری حسنعلی را مجبور کرد از بم به ریگان در مرز بلوچستان فرار کند و در آنجا شکست قاطعانه ای متحمل شد. حسنعلی شاه با همراهی برادران و سربازان و خدمتکاران بسیار تصمیم به فرار به افغانستان گرفت.

## افغانستان و همکاری با انگلیسی‌ها
پس از فرار از ایران، در سال ۱۸۴۱ وارد قندهار شد، شهری که در سال ۱۸۳۹ در جنگ اول انگلیس و افغانستان توسط ارتش انگلیس و هند اشغال شده بود. رابطه نزدیکی بین حسنعلی و انگلیسی‌ها ایجاد شد که مصادف با سال‌های پایانی جنگ اول انگلیس و افغانستان (۱۸۳۸–۱۸۴۲) بود. حسنعلی شاه پس از ورود، نامه ای به سر ویلیام مکناتن نوشت و در مورد برنامه‌های او برای تصرف و اداره هرات از طرف انگلیسی‌ها بحث کرد. اگرچه به نظر می‌رسید که این پیشنهاد تأیید شده بود، اما با قیام محمد اکبر خان پسر دوست محمد، که در ژانویه ۱۸۴۲ در عقب‌نشینی از کابل، پادگان بریتانیایی-هندی گندمک را شکست داد و نابود کرد، نقشه‌های انگلیسی‌ها خنثی شد.

## کمک به انگلیس در تسخیر سند
حسنعلی بلافاصله به سند (کراچی امروزی) رفت و در آنجا خدمات بیشتری به انگلیسی‌ها کرد. انگلیسی‌ها توانستند سند را به خاک خود ضمیمه کنند و حسنعلی شاه برای خدماتش سالانه ۲۰۰۰ پوند مستمری از ژنرال چارلز جیمز ناپیر، فاتح بریتانیایی سند که با او رابطه خوبی داشت، دریافت کرد.

## در بمبئی
در اکتبر ۱۸۴۴، حسنعلی سند را به مقصد شهر بمبئی ترک کرد، از کوچ و کاتیاوار عبور کرد و مدتی را به بازدید از جوامع پیروان خود در این منطقه گذراند. پس از ورود به بمبئی در فوریه ۱۸۴۶، دولت ایران خواستار استرداد او از هند شد. انگلیسی‌ها نپذیرفتند و تنها با انتقال اقامتگاه حسنعلی به کلکته موافقت کردند، جایی که حملات جدید علیه دولت ایران برای او دشوارتر بود. انگلیسی‌ها در مورد بازگشت سالم حسنعلی شاه به ایران که مطابق میل خود او بود، مذاکره کردند. دولت با بازگشت او موافقت کرد، مشروط بر اینکه از عبور از بلوچستان و کرمان خودداری کند و آرام در محلات مستقر شود. حسنعلی در آوریل ۱۸۴۷ مجبور به ترک کلکته شد و تا زمانی که خبر مرگ محمدشاه قاجار به او رسید معطل ماند. سپس عازم بمبئی شد و انگلیسی‌ها برای بازگشت وی به ایران تلاش کردند. اگرچه برخی از زمین‌های او به کنترل نزدیکانش بازگردانده شد، اما امکان بازگشت امن او فراهم نشد و در هند ماند. وی در هند به روابط نزدیک خود با انگلیسی‌ها ادامه داد و حتی شاهزاده ولز (پادشاه آینده ادوارد هفتم) در سفری به هند از وی دیدن کرد.

## سال‌های پایانی و مرگ
حسنعلی شاه آخرین سال‌های زندگی خود را در بمبئی با بازدیدهای گاه و بیگاه از پونا گذراند. او با حفظ سنت‌های اشراف ایرانی اصطبل‌های عالی را حفظ کرد و در پیست اتومبیلرانی بمبئی به چهره‌ای شناخته شده شده بود. حسنعلی شاه پس از شصت و چهار سال امامت در آوریل ۱۸۸۱ درگذشت. او در زیارتگاه مخصوص ساخته شده در حسن‌آباد در منطقه مازاگان بمبئی به خاک سپرده شد. از او سه پسر و پنج دختر به یادگار ماند. پس از حسنعلی شاه، پسر بزرگش آقاعلی شاه، آقاخان دوم شد.

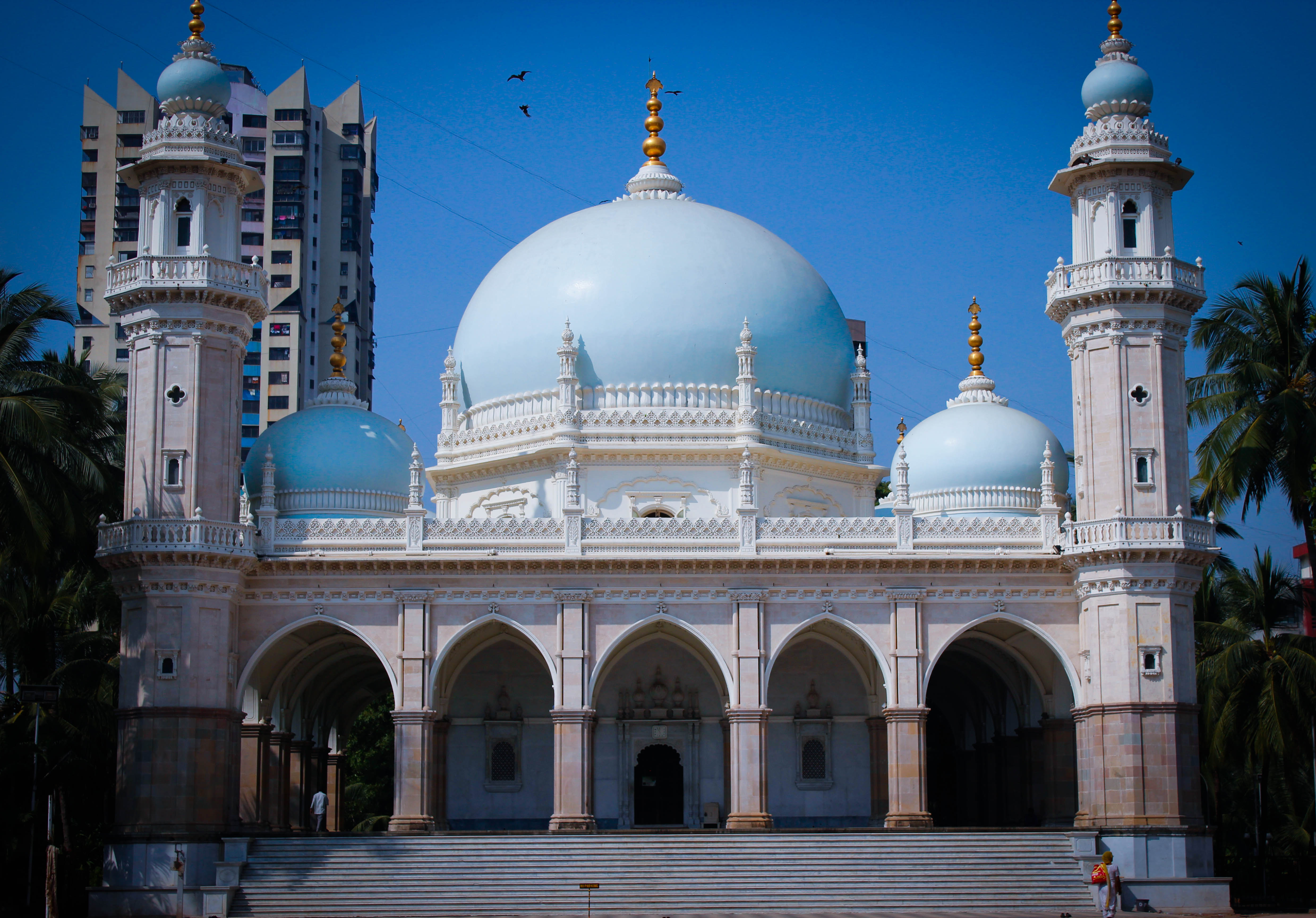
مقبره آقاخان اول؛ حسن‌آباد، مَزگائُن، بمبئی، هند؛ تکمیل بنا در ۶۳–۱۲۶۲ شمسی/۱۸۸۴ میلادی

## کتاب و زندگی نامه
از آقاخان اول یک کتاب به اسم عبرت افزا به زبان فارسی به چاپ رسیده است. این کتاب از سوی موسسه مطالعات اسماعیلی به زبان انگلیسی نیز ترجمه شده است و کتاب مهمی در تاریخ شیعیان امامی اسماعیلی است. وی در این کتاب معجزات و کراماتی به خود نسبت میدهد. همه رجال قاجار مخصوصا صدر اعظم محمد شاه یعنی حاج میرزا آقاسی را با خود دشمن میداند. 

## پی‌نوشت
1. ↑  بعلبکی، منیر (۱۹۹۲). «آغا خان الأوّل». فرهنگ‌زندگی‌نامهٔ المورد (به عربی). بیروت: دارالعلم للملایین. ص. ۱۰. شابک ۹۹۵۳۹۰۱۱۶۳. تاریخ وارد شده در |تاریخ= را بررسی کنید (کمک)
2. 1 2 3 4 5 6 7 8 9 10  تاریخ و عقاید اسماعیلیه. صص. ۵۷۴–۵۹۰.
3. 1 2 3  ایران در دوره سلطنت قاجار. صص. ۱۳۶–۱۳۹.
4. ↑  Cole, Juan Ricardo (1989). Roots of north indian shīʻism in Iran and Iraq: religion and state in Awadh, 1722–1859. Oxford University Press. ISBN 0-19-562326-6. OCLC 25380111.
5. ↑  Vankwani, Dr Ramesh Kumar (14 June 2017). "The Aga Khan's legacy". The News International (به انگلیسی). Retrieved 2 June 2022.
6. ↑  The Ismailis & their history
7. ↑  شیعیان اسماعیلی ایران؛ اقلیتی به دور از جنجال، بی‌بی‌سی فارسی
8. ↑  «عبرت افزا» (خاطرات آقا خان محلاتی) - صفر یوسفی - منبع: کتاب ماه تاریخ و جغرافیا آبان 1380 شماره 49.

## کتابشناسی
- دفتری، فرهاد (۱۳۷۶) [۱۳۷۵]. The Isma'ilis: their history and doctrines [تاریخ و عقاید اسماعیلیه]. چاپ دوم. ترجمهٔ فریدون بدره‌ای. تهران: نشر و پژوهش فرزان روز.
- شمیم، علی‌اصغر (۱۳۸۹) [۱۳۸۷]. ایران در دوره سلطنت قاجار. چاپ دوم. تهران: انتشارات بهزاد. شابک ۹۶۴۲۵۶۹۰۸۶.